# ألماجرو (بوينس آيرس)
المَغْرَة أو (نقحرة: الماجرو) (تلفظ بالإسبانية: ‎/alˈmaɣɾo/‏) حي في  بوينس آيرس في الأرجنتين.
يحد الحي شارع لا بلاتا وشارع ريو دي جانيرو من الغرب، وشارع الاستقلال من الجنوب، وشارع سانشيز دي بوستامانتي، وسانشيز دي لوريا، وجالو من الشرق، وطرق قرطبة / إستادو دي إسرائيل إلى الشمال.
يتميز المَغْرَة بنشاط تجاري قوي على طول طرقه، وبكثافة سكانية عالية بسبب العديد من المباني الشاهقة التي أقيمت على طول خط السكك الحديدية. تقع الحكومة القطاعية للدائرة السادسة، التي تضم المَغْرَة وبويدو، في شارع دياز فيليز مقابل حديقة سينتيناريو.